# Charyzmaty
Charyzmat (od l.m. stgr. χαρίσματα: chárismata, od l.p. stgr. χάρισμα chárisma „dar”, od stgr. χάρις charis, „piękno, łaska, wdzięczność”) – termin stosowany w chrześcijaństwie, oznaczający dary Ducha Świętego, służące zbudowaniu Kościoła.

## W Biblii
W Nowym Testamencie wzmianki o charyzmatach pojawiają się w różnych kontekstach:
- w Mk 16,17-18 Chrystus zapowiada, że ci, którzy uwierzą […], nowymi językami mówić będą;
- w Dz 2,1-13 zesłaniu Ducha Świętego towarzyszy mówienie obcymi językami, w celu przyciągnięcia ludzi do powstającego Kościoła;
- w Dz 10,44-48 podobnie dzieje się z Korneliuszem i jego domownikami, w celu potwierdzenia, że poganie także są dopuszczeni do zbawienia;
- w Dz 19,6 joannici z Efezu po chrzcie i nałożeniu rąk przez Pawła otrzymują dar glosolalii;
- w Rz 12,3-8 mowa jest o darach łaski, w tym o proroctwie;
- w 1 Kor 11,4-5 wspomniane jest prorokowanie mężczyzn i kobiet;
- w 1 Kor 12,1-11 Paweł z Tarsu pisze:

Nie chciałbym, bracia, byście nie wiedzieli o darach duchowych. (…) Jednemu dany jest przez Ducha dar mądrości słowa, drugiemu umiejętność poznawania według tego samego Ducha, innemu jeszcze dar wiary w tymże Duchu, innemu łaska uzdrawiania w jednym Duchu, innemu dar czynienia cudów, innemu proroctwo, innemu rozpoznawanie duchów, innemu dar języków i wreszcie innemu łaska tłumaczenia języków. Wszystko zaś sprawia jeden i ten sam Duch, udzielając każdemu tak, jak chce.

- w 1 Kor 12,28-13,10 mowa jest o prorokach i mówiących językami, przy czym są one ukazane jako znacznie niższe od miłości;
- w 1 Kor 14 opisane są zasady korzystania z tych charyzmatów;
- w Ef 4,7-16 mowa jest ponownie o darach łaski, w tym o prorokowaniu;
- w 1 Tes 5,19-20 padają słowa: Ducha nie gaście, proroctwa nie lekceważcie;
- w 1 Tm 1,18; 4,14 mowa jest o tym, jak święcenia kapłańskie poprzedziło proroctwo;
- w 1 P 4,11 wymienione są dary, ale tylko przemawiania i posługi;
- w 1 J 4,1-6 mowa jest o duchach – zarówno tych, które są z Boga, jak i nie.

## W tradycji chrześcijańskiej
W II wieku powstał montanizm, którego celem było przywrócenie Kościołowi darów Ducha Świętego, w tym glosolalii i proroctwa. Montanizm powstał w opozycji wobec „chłodnej ortodoksji”. Ireneusz z Lyonu pisał o obecności takich darów jak proroctwo, wypędzanie demonów, uzdrowienie ciała, a nawet o wskrzeszaniu z martwych. Również i inni wczesnochrześcijańscy pisarze potwierdzali obecność charyzmatów w Kościele. Augustyn twierdził, że dary nie są już dostępne, ponieważ celem charyzmatów było rozpowszechnienie Kościoła. Słowem charyzmat zaczęto natomiast określać wszelkie dary Ducha Świętego, cnoty i charakterystyczne rysy świętości poszczególnych osób.
Do czasów II Soboru obowiązywał paradygmat świętego Augustyna, mówiący o 4 podstawowych zasadach, czyli:
- nieustannym poszukiwaniu Boga;
- we wspólnocie z drugim człowiekiem;
- w oparciu o prawdę o sobie samym;
- o zaangażowanie w Kościele[4].

Natomiast św. Bazyli Wielki stwierdził, iż: „obdarowanie duchowe jest świadectwem wielkości nie człowieka, ale działającego w nim Boga i podobnie jak ciała jasne i przejrzyste, kiedy pada na nie promień, stają się lśniące i błyszczą, tak samo dusze niosące Ducha stają się duchowe i łaskę przekazują innym”.

## We współczesnym Kościele katolickim
W ramach odnowy teologii katolickiej Sobór watykański II przywrócił świadomość znaczenia charyzmatów w Kościele. Na ich temat toczyła się dyskusja podczas sesji Soboru w dniu 22 października 1963 roku. Wobec głosów mówiących, że nadzwyczajne dary charyzmatyczne były kwestią jedynie Kościoła pierwotnego, kardynał Léon-Joseph Suenens, arcybiskup Brukseli, jeden z czterech moderatorów Soboru, przedstawił rację za ich niezbędnością w życiu Kościoła współczesnego. Kardynał przekonywał, że bez nich pojęcie Ludu Bożego oraz Ciała Chrystusowego, którym Sobór przywrócił pierwotne znaczenie, pozostałoby martwą literą. Zaprzeczenie charyzmatom przeszkodziłoby przebudzeniu duchowemu Ludu Bożego. Jego racje przyczyniły się do ujęcia nauczania o charyzmatach w tekście soborowym Lumen gentium. Dokument mówi, iż dary Ducha stanowią zwyczajny element życia duchowego Kościoła i są przyznawane każdemu ochrzczonemu.

Ponadto ten sam Duch Święty nie tylko przez sakramenty i posługi uświęca i prowadzi Lud Boży oraz cnotami go przyozdabia, ale „udzielając każdemu, jako chce” (1 Kor 12,11) darów swoich, rozdziela między wiernych wszelakiego stanu także szczególne łaski, przez które czyni ich zdatnymi i gotowymi do podejmowania rozmaitych dzieł lub funkcji mających na celu odnowę i dalszą pożyteczną rozbudowę Kościoła, zgodnie ze słowami: „Każdemu dostaje się objaw Ducha dla ogólnego pożytku” (1 Kor 12,7). A ponieważ te charyzmaty, zarówno najznamienitsze, jak i te bardziej pospolite a szerzej rozpowszechnione, są nader stosowne i pożyteczne dla potrzeb Kościoła, przyjmować je należy z dziękczynieniem i ku pociesze. O dary zaś nadzwyczajne nie należy się ubiegać lekkomyślnie ani spodziewać się zarozumiale po nich owoców apostolskiej działalności, sąd o ich autentyczności i o właściwym wprowadzeniu ich w czyn należy do tych, którzy są w Kościele przełożonymi i którzy szczególnie powołani są, by nie gasić Ducha, lecz doświadczać wszystkiego i zachowywać to, co dobre (por. 1 Tes 5,12 i 19- 21).
(Lumen gentium 12)

Stwierdzenie Lumen gentium otwarło możliwość działania odnowy charyzmatycznej w Kościele katolickim. Kard. Suenens był współautorem tzw. Dokumentu z Malines. O charyzmatach mówi także Katechizm Kościoła Katolickiego w akapitach 799-801.
W 15 maja 2016 r. kardynał Gerhard Müller opublikował List Kongregacji Nauki Wiary zatytułowany Iuvenescit Ecclesia (Kościół się odmładza) do Biskupów Kościoła katolickiego na temat znaczenia relacji między darami hierarchicznymi a charyzmatycznymi dla życia i misji Kościoła. Tekst zaczyna się następująco:

Kościół odmładza się na mocy Ewangelii, a Duch Święty stale go odnawia, budując i prowadząc go „poprzez rozmaite dary hierarchiczne i charyzmatyczne (por. Lumen gentium, n. 4). Sobór Watykański II wielokrotnie podkreślał cudowne dzieło Ducha Świętego, który uświęca Lud Boży, kieruje nim, uposaża go w cnoty i ubogaca szczególnymi łaskami, w ten sposób go budując. Wielorakie jest działanie boskiego Parakleta w Kościele.

### W odniesieniu do wspólnot i ich założycieli
Pojęcie to odnoszone jest również do różnych wspólnot i ich założycieli (zgromadzeń, zakonów, instytutów świeckich, ruchów kościelnych itp.). Oznacza wtedy dar Ducha Świętego, charakterystyczny dla danej osoby czy wspólnoty, który wyróżnia ją spośród innych i wiąże się ściśle z ich powołaniem oraz wskazuje ich specyficzną misję i najważniejszy kierunek ich działalności.
W tym kontekście mówi się o charyzmacie założyciela, charyzmacie wspólnoty (instytutu), charyzmacie założenia i charyzmacie założycielskim, wyodrębniając wśród nich dodatkowe, bardziej szczegółowe charyzmaty.

## W pentekostalizmie
Powstające od początków XX wieku Kościoły zielonoświątkowe uznały charyzmaty za jeden z najważniejszych elementów życia chrześcijańskiego. Uczyniły to, opierając się na obrazie pierwotnego Kościoła przedstawionym w Dziejach apostolskich oraz dochodząc do wniosku, że protestantyzm, pozbawiony sakramentów, potrzebuje więcej Ducha Świętego. Według teologów zielonoświątkowych udzielenie chrześcijaninowi konkretnych charyzmatów jest następstwem chrztu w Duchu Świętym.
Nurt ten stopniowo się rozwinął i w II połowie XX wieku przeniknął w pewnym stopniu do innych Kościołów protestanckich, katolickich i prawosławnych jako tzw. ruch charyzmatyczny.

## Znaczenie pozareligijne
Termin „charyzmat” stosuje się też w znaczeniu pozareligijnym, na określenie charyzmatycznych przywódców, czyli osób o silnym oddziaływaniu społecznym, posiadających wybitne cechy charakteru. Wówczas częściej używa się wariantu „charyzma”.